# Bad Orb
Bad Orb là một thị trấn nằm ở Hesse,Đức.